# Barnadalsfjall
Barnadalsfjall är ett berg i republiken Island.   Det ligger i regionen Norðurland vestra, i den nordvästra delen av landet, 230 km nordost om huvudstaden Reykjavík. Toppen på Barnadalsfjall är 641 meter över havet.
Terrängen runt Barnadalsfjall är lite bergig.  Trakten runt Barnadalsfjall är nära nog obefolkad, med mindre än två invånare per kvadratkilometer. Närmaste större samhälle är Hofsós, 7,5 km sydväst om Barnadalsfjall. Trakten runt Barnadalsfjall består i huvudsak av gräsmarker.
Inlandsklimat råder i trakten. Årsmedeltemperaturen i trakten är −3 °C. Den varmaste månaden är juli, då medeltemperaturen är 10 °C, och den kallaste är december, med −10 °C.